# Bupropion
Bupropión je strukturni analog amfetamina, ki deluje kot šibek zaviralec ponovnega privzema dopamina in noradrenalina in se uporablja kot antidepresiv in kot pomožno sredstvo pri odvajanju od kajenja. Na tržišču je pod zaščitenima imenoma Wellbutrin in Zyban. Nahaja se v obli tablet in je v večini držav, tudi v Sloveniji, na voljo le na recept. V ZDA je bupropion eden od najpogosteje predpisanih antidepresivov, v številnih drugih državah po svetu pa se pri depresiji uporablja nenamensko, kar pomeni, da uradno ni odobren za to indikacijo.
Bupropion je atipični antidepresiv in deluje po drugačnem mehanizmu delovanja od večina drugih antidepresivov, kot so na primer selektivni zaviralci ponovnega privzema serotonina. Pri zdravljenju depresije se uporablja kot samostojna oblika zdravljenja ali kot dodatno zdravilo pri oblikah depresije, ki se ne odzovejo popolnoma na zdravljenje s selektivnimi zaviralci ponovnega privzema serotonina. V nasprotju s številnimi drugimi antidepresivi ne povzročajo pridobivanja telesne mase in spolne disfunkcije. Najpomembnejši neželeni učinek je povečano tveganje za epileptične napade, kar je povzročilo, da so zdravilo v preteklosti prehodno umaknili iz tržišča ter nato zmanjšali priporočeni odmerek.

## Mehanizem delovanja
Bupropion je selektivni zaviralec nevronskega privzema kateholaminov noradrenalina in dopamina, hkrati pa ima minimalen učinek na privzem serotonina in ne zavira nobene od monoaminooksidaz.
Mehanizem antidepresivnega delovanja bupropiona ni znan, domnevno pa je povezan z noradrenergičnimi in/ali dopaminergičnimi mehanizmi. Isti mehanizem delovanja naj bi bil tudi odgovoren za njegov učinek pri premagovanju želje po kajenju.